# Monprimblanc
Monprimblanc is een gemeente in het Franse departement Gironde (regio Nouvelle-Aquitaine) en telt 276 inwoners (2005). De plaats maakt deel uit van het arrondissement Langon.

## Geografie
De oppervlakte van Monprimblanc bedraagt 4,9 km², de bevolkingsdichtheid is 56,3 inwoners per km².
De onderstaande kaart toont de ligging van Monprimblanc met de belangrijkste infrastructuur en aangrenzende gemeenten.

## Demografie
Onderstaande figuur toont het verloop van het inwonertal (bron: INSEE-tellingen).